# Société de concerts
La notion de société de concerts apparaît en France au XVIIIe siècle comme une organisation œuvrant à la tenue de concerts privés réunissant un orchestre de musiciens et un auditoire privé en marge de ceux payants autorisés par privilège royal à l'académie royale de musique de Paris. Après la révolution française, ce privilège étant aboli, une société de concerts organise des concerts publics gratuits ou payants.

## Histoire
Afin de proposer des spectacles d'opéras comparables à ceux proposés par les académies en Italie, une académie de musique est créée par lettres patentes du 28 juin 1669 et est seule autorisée à organiser des spectacles d'opéras publics payants dans le royaume de France pour couvrir ses frais d'organisation, à Paris et en Province et garantir des bénéfices. Ce privilège exclusif est accordé à Pierre Perrin pour une période de douze ans et écarte les rivaux. Perrin étant emprisonné pour dettes, le privilège est racheté par Jean-Baptiste Lully en 1672 et l'académie est transformée par lettres patentes en académie royale de musique en dépit des réticences de Colbert. Le privilège est alors transmissible à ses héritiers pour exploiter l'académie royale de musique et permet d'ouvir d'autres académies d'opéras dans tout le royaume grâce l'assentiment du roi :

« A ces causes, bien informez de l'intelligence et grande connoissance que s'est acquis nostre cher et bien-aimé Jean-Baptiste Lully, au fait de la musique, dont il Nous a donnez et donne journellement de très-agréables preuves depuis plusieurs années qu'il s'est attaché à nostre service, qui Nous ont convié à l'honorer de la charge de surintendant et compositeur de la musique de nostre chambre ; nous avons au dit sieur Lully, permis et accordé, permettons et accordons par ces présentes signées de nostre main, d'establir une Académie Royalle de musique dans nostre bonne ville de Paris... »

Moyennant une redevance, Jean-Nicolas de Francine, gendre de Lully et possesseur du privilège depuis 1687, autorise en 1725 André Danican Philidor à monter une entreprise organisant des concerts pendant les fêtes catholiques (30 jours par an) appelée Concert spirituel qui durera de 1725 à 1790. Le succès de ces auditions purement musicales auprès du public parisien répondait au goût des amateurs de musique et ce spectacle « spirituel » devint un rouage essentiel de la vie musicale dans le royaume de France pendant plus de soixante années.

« Assez vite, du reste, le Concert Spirituel dépassera les limites de son cahier des charges, en inscrivant à ses programmes des oeuvres symphoniques et concertantes ainsi que des airs ou des scènes lyriques. L'ensemble de ces programmes (8 000 oeuvres exécutées au cours de 1280 concerts donnés par l'institution, qui subsista jusqu'en mai 1790) constituent une véritable histoire de la musique française, voire européenne au XVIIIe siècle. »

— Gérard Gefen
Rappelons qu'à cette époque, de riches mécènes issus de la noblesse peuvent pourvoir à l'entretien d'orchestre de chambre pour leur propre usage (orchestre de La Pouplinière créé en 1731 qui introduit le cor et la clarinette à l'orchestre,...) et faire jouer de la musique dans leurs salons à titre privé. Jusqu'à la révolution française qui abolit ce privilège, l'organisation de concerts publics payants est donc associée à un privilège royal. En marge de ces organisations, la Ménestrandise permet également la diffusion de la musique au public; cette corporation est ensuite abolie en février 1776.
La société de concerts vient compléter ce système musical en France qui permet à des individus à s'associer pour couvrir les frais d'entretien d'un orchestre, de location de salles et de commande d'œuvres et organiser des concerts pour leurs membres. Au siècle des Lumières où une part importante de compositeurs et d'interprètes est franc-maçonne en France, quelques loges maçonniques disposent de sociétés de concerts dédiées avec des statuts, des administrateurs et divers dispositifs de membres, provenant souvent de la bourgeoisie. On citera notamment :
- le Concert spirituel, fondé en 1725, pour produire des concerts spirituels les jours des fêtes catholiques ; cette société comporta un nombre grandissant de musiciens franc-maçons au fil des années ;
- le Concert des Amateurs dit aussi Concert de l'hôtel de Soubise, fondé en 1769 par Gossec, une société de concert ouvertement maçonnique et réputée dans toute l'Europe[2],[4] ;
- le Concert de la Loge Olympique organisée par la Société olympique, dépendant de la Loge l'Olympique de la Parfaite Estime, créée en 1781, concert qui succède à la Société olympique après sa faillite.

Les concerts de sociétés permettent d'éluder l'obligation des permissions officielles.
En province, il existe des académies de musique notamment à Lyon qui proposent avec un délai des œuvres jouées par l'académie royale de musique de Paris, sans toutefois vraiment concurrencer cette maison lyrique.
On trouve également des sociétés de musique de chambre à Paris à la fin de l'ancien régime, animées par différentes classes de la société française, notamment par une  élite d'amateurs. Pour illustrer ces pratiques de salon, un tableau de Michel-Barthélemy Ollivier, Le thé à l'anglaise dans le salon des quatre glaces au Temple, rappelle le souvenir de la journée mémorable où Mozart enfant joua du clavecin chez le prince de Conti.
Des concerts de bienfaisance et des concerts de bénéfice apparaissent à Paris à partir de 1769 et nécessitent des permissions officielles de la part de l'académie royale de musique.
À partir du XIXe siècle, le privilège royal associé à l'académie royale de musique étant aboli, les sociétés de concert organisent la tenue de concert payants ou gratuits. Parmi les plus célèbres, on citera :
- Société des concerts du Conservatoire, fondée en 1828 par François-Antoine Habeneck, chef d’orchestre violoniste, par Luigi Cherubini, directeur du Conservatoire, et Sosthène de La Rochefoucauld, directeur des Beaux-Arts[8],[9] ;
- Concerts populaires, dit aussi Concerts Pasdeloup, fondé en 1861;
- Association artistique des Concerts Colonne, fondée en 1873 ;
- Société des concerts populaires d'Angers, fondée en 1877 ;
  - L'orchestre de l'ancien opéra de Nantes et la Société des concerts populaires d'Angers se réunissent d'abord en Orchestre Philharmonique des Pays de la Loire (OPPL) avant de devenir Orchestre National des Pays de la Loire en 1985.
- Société des nouveaux concerts, fondée en 1881 pour gérer l'orchestre Lamoureux ;
- Concerts-Rouge, fondé en 1889.
- Société des Grands Concerts de Lyon, fondée en 1905[10].

Au XXe siècle, des associations de type loi 1901 perpétuent le nom de « société de concert ».
Depuis octobre 2019, la licence d'entrepreneur de spectacles (autorisation administrative attribuée par la Direction Régionale des Affaires Culturelles permettant d’exercer les activités d’exploitant de salle, de producteur et de diffuseur de spectacles selon la licence obtenue) est remplacée par un récépissé de déclaration d'activité d'entrepreneur de spectacles.

## Galerie

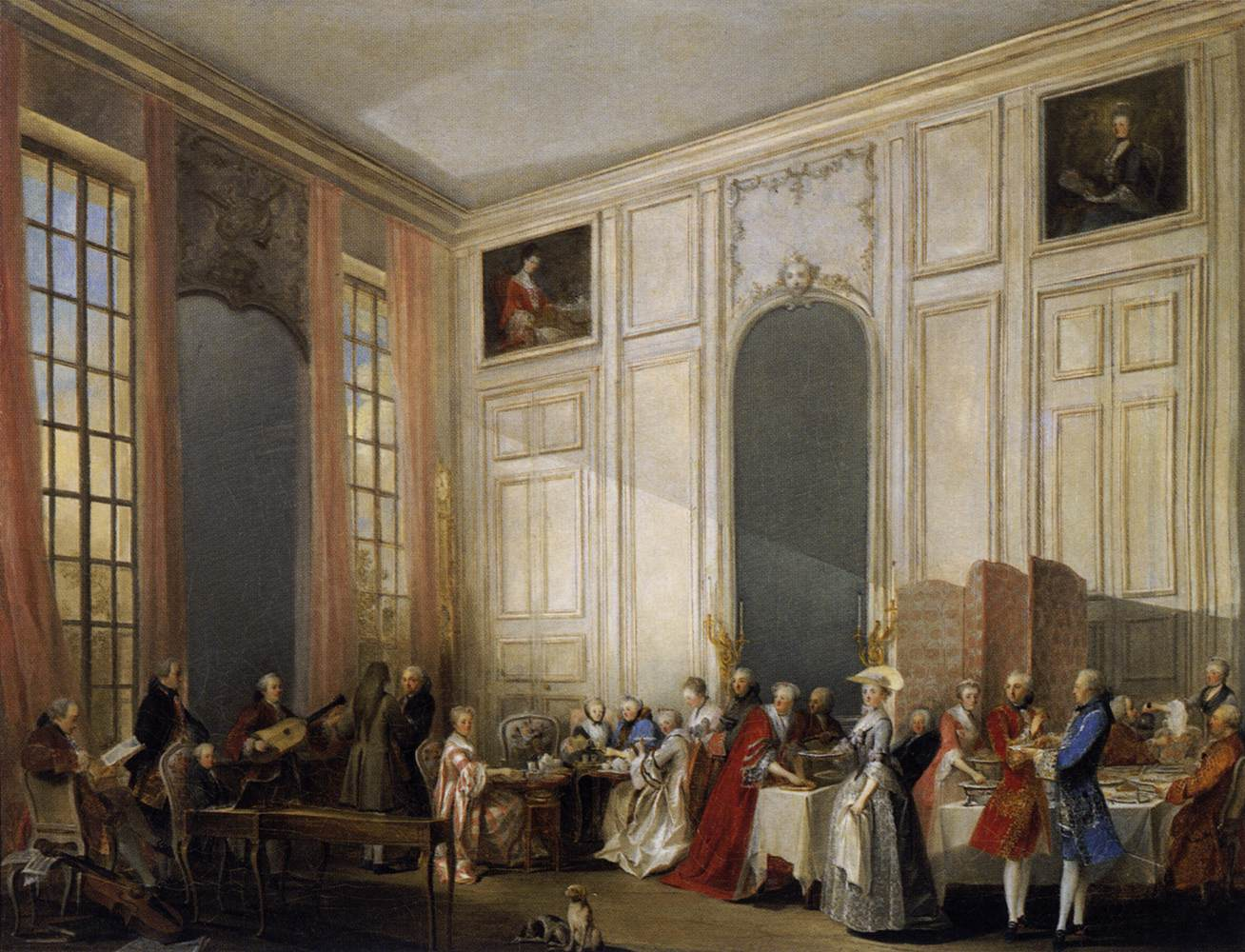
Michel-Barthélemy Ollivier - Un thé à l'anglaise au temple, (1766).
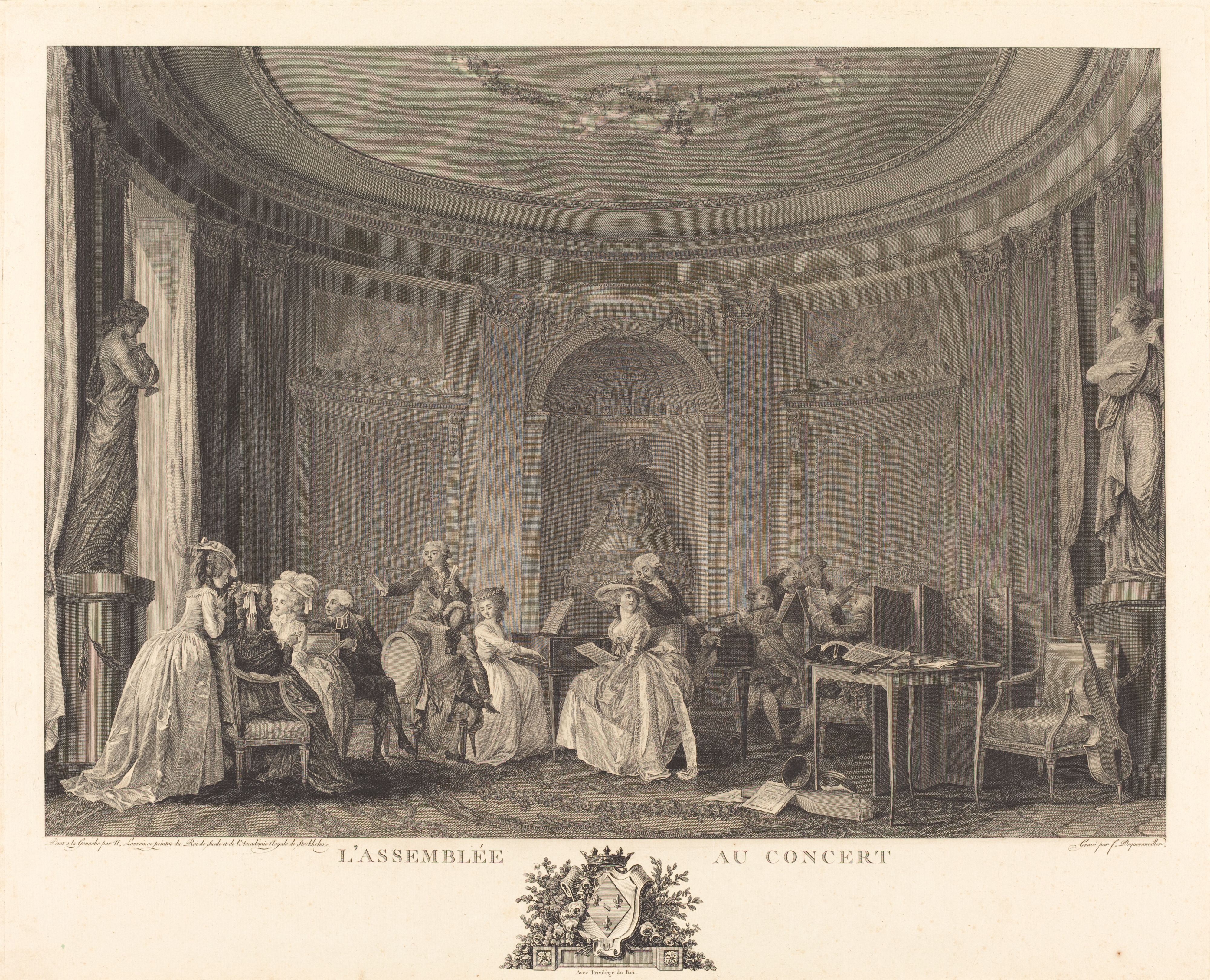
François Dequevauviller, L'Assemblée au concert, (1784).